# توای‌کراس
توای‌کراس (به انگلیسی: Twycross) یک روستا و محله مدنی در بریتانیا است که در Hinckley and Bosworth واقع شده‌است. توای‌کراس ۸۵۰ نفر جمعیت دارد.